# MILLION BILLION
『Amazon Music MILLION BILLION』（アマゾンミュージック ミリオン・ビリオン）は、2022年10月1日からJ-WAVEで放送しているラジオ番組である。

## 概要
2022年1月より『SPARK』の月曜ナビゲーターを担当してきたBE:FIRSTが、世界的アーティストになるために様々な音楽と出会い、新しいチャレンジをしていく音楽プログラム。
「Shining "One"から始まり、Million、10 Million、100 Millionと次々記録を打ち立てているBE:FIRSTが、Billionという響きが相応しい存在になる為に次の一歩を踏み出して行く次のストーリーの始まり」とこの番組の存在意義を位置付けている。
2022年10月からGYAO!とLINEがスポンサーとなり、『GYAO! MILLION BILLION』という番組名でスタートしたが、2023年3月をもってGYAO!がサービスを終了し、スポンサーからも撤退した。2023年4月からは番組名もシンプルに『MILLION BILLION』となったが、2023年6月よりAmazon Musicがスポンサーとなり、6月3日放送回から番組名も『Amazon Music MILLION BILLION』へ変更となった。

## ナビゲーター
- BE:FIRST

## 放送時間
以下の時間は日本標準時に基づく。
- 毎週土曜日 17:00 - 17:54（2022年10月1日 - ）